# Франтішек Кордач
Франтішек Кордач (чеськ. František Kordač; 11 січня 1852 — 26 квітня 1934) — чеський римо-католицький священик, єпископ Праги з 1919 по 1931 рік.